# Балыкты (Мендыкаринский район)
Балыкты (каз. Балықты) — село в Мендыкаринском районе Костанайской области Казахстана. Входит в состав Краснопресненского сельского округа. Код КАТО — 395647200.
К юго-западу от села находится озеро Балыктыколь, к юго-востоку — Куркопа.

## Население
В 1999 году население села составляло 345 человек (179 мужчин и 166 женщин). По данным переписи 2009 года, в селе проживало 180 человек (85 мужчин и 95 женщин). По данным переписи 2021 года, в селе проживало 75 человек (37 мужчин и 38 женщин).